# Condado de Upshur (Virgínia Ocidental)
O Condado de Upshur é um dos 55 condados do estado norte-americano da Virgínia Ocidental. A sede do condado é Buckhannon, que é também a sua maior cidade. O condado tem uma área de 919 km² (dos quais 0 km² estão cobertos por água), uma população de 23 404 habitantes, e uma densidade populacional de 25 hab/km² (segundo o censo nacional de 2000). O condado foi fundado em 1851 e recebeu o seu nome em homenagem a Abel P. Upshur, Secretário de Estado dos Estados Unidos entre 1843 e 1844.